# Strumica (rzeka)
Strumica (mac. i bułg. Струмица lub bułg. Струмешница) – rzeka w południowo-zachodniej Bułgarii i w południowo-wschodniej Macedonii Północnej, prawy dopływ Strumy w zlewisku Morza Egejskiego. Długość – 114 km (81 km w Macedonii, 33 km w Bułgarii), powierzchnia zlewni – 1401 km², średni przepływ – 3,83 m³/s (Nowo Seło przed granicą macedońsko-bułgarską).
Źródła Strumicy znajdują się na południowych stokach gór Plačkovica. Strumica płynie stamtąd na południowy wschód, w górnym odcinku nosząc nazwę „Stara reka”. Wypływa z gór w kotlinę Strumiško pole, mija miasteczko Strumica i zmienia kierunek na wschodni. Płynie wąską doliną między górami Ograżden na północy i Bełasica na południu, koło wsi Zlatarevo przecina granicę macedońsko-bułgarską i uchodzi do Strumy niedaleko miasta Petricz.